# ポケラー
『ポケラー』は、1999年10月28日にアトラスより発売されたプレイステーション用ソフトにしてPocketStation専用ソフトである。

## ポケラーシリーズ一覧
- ポケラー - 1999年10月28日発売。
- ポケラーDX ブラック 2000年4月20日発売。
- ポケラーDX ピンク 同上。
- メカポケラー 同上。
- スノポケラー 同上。

| スタブアイコン | サブスタブ | この項目は、まだ閲覧者の調べものの参照としては役立たない、コンピュータゲームに関連した書きかけの項目です。この項目を加筆・訂正などしてくださる協力者を求めています（P:コンピュータゲーム/PJ:コンピュータゲーム）。 |